# Armstrong Siddeley

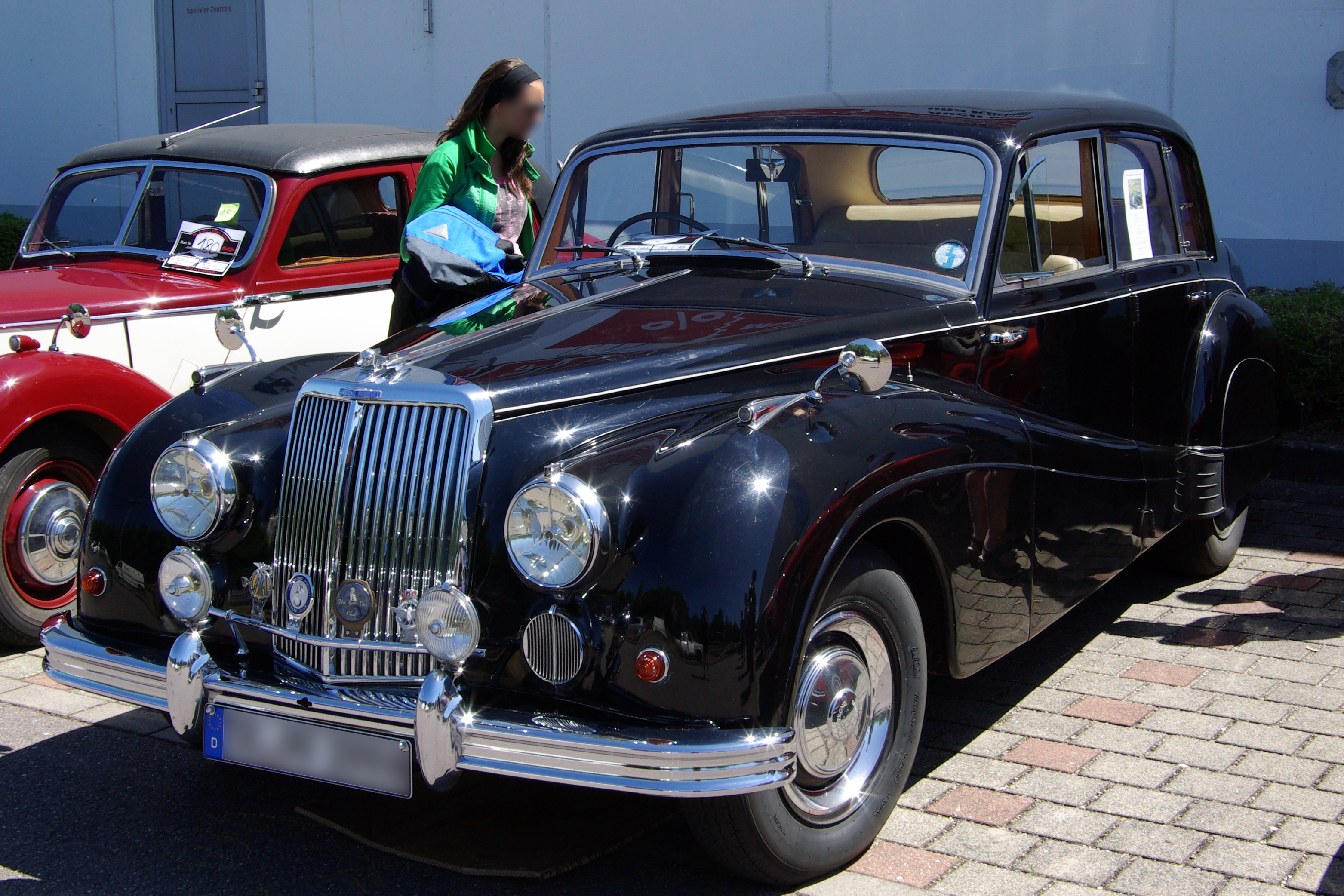
Sapphire 346, Baujahr 1956

Armstrong Siddeley Motors war ein britischer Hersteller von Personenkraftwagen, Flugmotoren und mechanischen Ausrüstungsteilen mit Sitz in Coventry.

## Geschichte
Das Unternehmen ging 1919 aus dem Zusammenschluss des Automobilherstellers Siddeley Deasy Motor Car Corp. mit der Fahrzeug- und Motorensparte des Industriekonzerns Armstrong Whitworth & Co. hervor. 1935 wurde es mit Hawker Aircraft vereinigt. Beide Unternehmen bildeten daraufhin die Hawker-Siddeley-Gruppe. Neben Automobilen und Flugmotoren entstanden dort Getriebe für Panzer und Busse, Raketen- und Torpedo-Motoren sowie Eisenbahnwaggons, ferner Motoren und Traktoren. Mit dem Tochterunternehmen Burlington hatte Armstrong Siddeley einen eigenen Karosseriehersteller, der von Beginn an standardisierte Werkskarosserien anbot.
Armstrong Siddeley blieb als Marke bis zum Jahr 1959 erhalten. Der Zusammenschluss mit Bristol Aero Engines Ltd. führte 1959 zur Gründung des Motorenherstellers Bristol Siddeley. 1966 wurde Bristol Siddeley Teil der Rolls-Royce Group. Die Namensrechte aus der Automobilproduktion einschließlich Unterlagen und verbleibender Ersatzteile wurde an die neu gegründete Armstrong Siddeley Owners Club Ltd verkauft.

## Produkte

### Automobile
Das erste Automobil von Armstrong Siddeley war ein ziemlich großes Modell, ein 5-Liter-30-hp. Ein kleinerer 18 hp wurde 1922 vorgestellt und der 14 hp mit 2 Litern Hubraum 1923. 1928 bot man mit dem 15 hp den ersten Sechszylinder an und 1929 kam ein 12 hp. Im selben Jahr wurde erstmals ein Wilson-Vorwählgetriebe als Sonderausstattung angeboten. Ab 1933 gehörte es bei allen Wagen des Herstellers zur Serienausstattung. 1930 bot Armstrong Siddeley vier Modelle an, den 12 hp, den 15 hp, den 20 hp und den 30 hp, wobei letzterer 1450 Pfund kostete.
In den 1930er Jahren bot man eine Reihe von Sechszylindermodellen mit obengesteuerten Motoren an, aber bis 1936 blieb auch das Vierzylindermodell 12 hp im Programm. 1933 kündigte man den Special mit 5 Liter großem Sechszylinder-Aluminiummotor zum Preis von 950 Pfund an. Nach Beginn des Zweiten Weltkrieges führte man die Fahrzeugproduktion noch 1940 in geringerem Umfang fort und auch 1941 entstanden noch einige Wagen.
In der Woche nach Kriegsende in Europa stellte Armstrong Siddeley die ersten Nachkriegsmodelle vor: die viertürige Limousine Lancaster und das Cabriolet Hurricane. Die Namen waren aus der Produktion von Kriegsflugzeugen der Hawker Siddeley Group (seit 1935) entlehnt. Beide Modelle hatten einen 2,0-Liter-Sechszylindermotor, der 1949 auf 2,3 Liter aufgebohrt wurde. Ab 1953 gab es den Sapphire 346 mit einem Sechszylindermotor mit 3,4 Litern Hubraum.
1956 wurde die Modellpalette durch den Sapphire 234 (2,3 Liter Vierzylinder) und den Sapphire 236 (2,3 Liter Sechszylinder) erweitert. Das Modell 346 bekam eine Kühlerfigur in Form einer Sphinx als Hinweis auf die gleichnamigen Flugmotoren. Die kleineren Sapphire-Modelle läuteten dann auch das Ende der Automarke ein: Jaguar hatte 1955 eine 2,4-Liter-Limousine mit selbsttragender Karosserie herausgebracht, die schneller, deutlich billiger und eleganter als der altmodische Armstrong Siddeley war.
Das letzte Armstrong-Siddeley-Modell war 1958 der Star Sapphire mit 4-Liter-Motor und BorgWarner Automatikgetriebe. 1960 verließ das letzte Auto dieser Marke die Fertigungshallen in Coventry.

#### Modelle
| Typ                                                       | Bauzeitraum | Zylinder / Ventilsteuerung | Hubraum  | Leistung                | Bild |
| --------------------------------------------------------- | ----------- | -------------------------- | -------- | ----------------------- | ---- |
| 30 hp                                                     | 1919–1931   | 6 / ohv                    | 4960 cm³ |                         |      |
| 18 hp                                                     | 1921–1925   | 6 / ohv                    | 2318 cm³ |                         |      |
| 4/14 hp                                                   | 1923–1925   | 4 / ohv                    | 1852 cm³ |                         |      |
| 4/14 hp Mark II                                           | 1925–1929   | 4 / ohv                    | 1852 cm³ |                         |      |
| 18 hp Mark II                                             | 1925–1926   | 6 / ohv                    | 2872 cm³ |                         |      |
| 20 hp                                                     | 1926–1932   | 6 / sv                     | 2872 cm³ |                         |      |
| 15 hp                                                     | 1927–1929   | 6 / sv                     | 1900 cm³ |                         |      |
| 15 hp Mark II                                             | 1928–1934   | 6 / sv                     | 1928 cm³ |                         |      |
| 12 hp                                                     | 1929–1931   | 6 / sv                     | 1236 cm³ |                         |      |
| 12 hp Mark II                                             | 1931–1936   | 6 / sv                     | 1434 cm³ |                         |      |
| New 20 hp                                                 | 1932–1936   | 6 / ohv                    | 3190 cm³ |                         |      |
| Special                                                   | 1933–1937   | 6 / ohv                    | 4960 cm³ | 124 bhp (91 kW)         |      |
| 17 hp                                                     | 1935–1939   | 6 / ohv                    | 2394 cm³ | 60 bhp (44 kW)          |      |
| 12 hp Mark III                                            | 1936–1937   | 6 / ohv                    | 1666 cm³ | 48 bhp (35 kW)          |      |
| 20/25 hp                                                  | 1936–1939   | 6 / ohv                    | 3670 cm³ | 85 bhp (62,5 kW)        |      |
| 14 hp                                                     | 1937–1939   | 6 / ohv                    | 1666 cm³ | 48 bhp (35 kW)          |      |
| 16-Six                                                    | 1938–1941   | 6 / ohv                    | 1990 cm³ | 62 bhp (46 kW)          |      |
| 20 hp Mark II                                             | 1939–1940   | 6 / ohv                    | 2783 cm³ |                         |      |
| Lancaster / Hurricane / Typhoon / Tempest 16 hp           | 1945–1949   | 6 / ohv                    | 1991 cm³ | 70 bhp (51 kW)          |      |
| Lancaster / Hurricane / Typhoon / Tempest / Whitley 18 hp | 1949–1954   | 6 / ohv                    | 2309 cm³ | 75 bhp (55 kW)          |      |
| Lancaster / Whitley 18 hp                                 | 1950–1952   | 6 / ohv                    | 2309 cm³ | 75 bhp (55 kW)          |      |
| Sapphire 346                                              | 1953–1960   | 6 / ohv                    | 3435 cm³ | 120–150 bhp (88–110 kW) |      |
| Sapphire 234                                              | 1953–1958   | 4 / ohv                    | 2290 cm³ | 120 bhp (88 kW)         |      |
| Sapphire 236                                              | 1955–1957   | 6 / ohv                    | 2309 cm³ | 85 bhp (62,5 kW)        |      |
| Star Sapphire                                             | 1958–1960   | 6 / ohv                    | 3990 cm³ | 120–140 bhp (88–103 kW) |      |

#### Clubs
Wie für viele britische Automarken gibt es auch für Armstrong Siddeley etliche aktive Clubs, die Eigner in verschiedenen Ländern bei der Erhaltung und Nutzung der Fahrzeuge unterstützen, so in Großbritannien, Australien, Neuseeland, Niederlande und Deutschland. Die Armstrong Siddeley Owners Club Ltd (ASOC) hat Mitglieder weltweit. In Großbritannien bringt der ASOC die monatlich erscheinende Mitgliederzeitschrift Sphinx heraus, in Australien heißt die entsprechende Zeitschrift Southern Sphinx und erscheint alle zwei Monate. In den Niederlanden gibt es ebenfalls sechsmal im Jahr eine Zeitschrift in Landessprache und die Sphinx-NZ in Neuseeland erscheint monatlich.

### Flugmotoren
In den 1920er und 1930er Jahren baute Armstrong Siddeley eine Reihe kleiner und mittlerer Sternmotoren für Flugzeuge, die alle nach Großkatzen benannt wurden. Es wurde auch ein kleiner Zweizylindermotor namens Ounce gebaut; Ounce ist ein anderer Name für den Schneeleopard; der Motor war für ein Ultraleichtflugzeug gedacht.
1939 begann der Hersteller mit den Arbeiten an seiner ersten Gasturbine. Der Flugmotor hieß ASX (Armstrong Siddeley Experimental) und war als reine Strahlturbine ausgelegt. Später passte man ihn so an, dass er auch einen Propeller antreiben konnte, wodurch die erste Turboprop ASP entstand. Ab diesem Zeitpunkt benannte man die Armstrong-Siddeley-Turbinen nach Schlangen. Mamba und Double Mamba waren Turboprop-Maschinen, letztere war eine Kombination von zwei nebeneinander liegenden Mambas, die ein gemeinsames Getriebe besaßen und die Fairey Gannet antrieben. Die Turboprop-Maschine Python wurde in die Westland Wyvern eingebaut. Die Mamba wurde unter Einsparung des Getriebes zur Adder weiterentwickelt.
Eine weitere Pioniertat in der Entwicklung von Flugmotoren war Metropolitan Vickers (Metrovick), dessen erster Entwurf Metrovick F.2 im Prototypenstadium stecken blieb. Daraus wurde der größere Beryl-Motor und später der noch größere Sapphire-Motor. Armstrong Siddeley übernahm später die Konstruktion des Sapphire und entwickelte sie zu einem der erfolgreichsten Strahlturbinen der zweiten Generation.
Die Firma entwickelte auch einen Motor – ursprünglich für unbemannte GAF Jindivik-Drohnen – namens Viper. Dieser Motor wurde später von Bristol Siddeley und Rolls-Royce weiterentwickelt und viele Jahre in großen Stückzahlen produziert. Es wurden auch eine Reihe von Raketenantrieben hergestellt, z. B. der Snarler und der Stentor. Die Raketenentwicklung ergänzte sich mit der von Bristol und so wurde Bristol Siddeley zum führenden britischen Hersteller von Raketenantrieben für Lenkwaffen.

#### Modelle
| Typ          | Baujahr | Bauart                                             | Bild |
| ------------ | ------- | -------------------------------------------------- | ---- |
| Boarhound    | 1935    | 24-Zylinder-Sternmotor (4 Sterne), nur Prototyp    |      |
| Cheetah      | 1935    | 7-Zylinder-Sternmotor                              |      |
| Civet        | 1928    | 7-Zylinder-Sternmotor                              |      |
| Cougar       | 1945    | 9-Zylinder-Sternmotor, nur Prototyp                |      |
| Deerhound    | 1935    | 21-Zylinder-Sternmotor (drei Sterne), nur Prototyp |      |
| Genet        | 1926    | 5-Zylinder-Sternmotor                              |      |
| Genet Major  | 1928    | 5-Zylinder-Sternmotor (später: 7 Zylinder)         |      |
| Hyena        | 1933    | 15-Zylinder-Sternmotor (drei Sterne), nur Prototyp |      |
| Jaguar       | 1922    | 14-Zylinder-Sternmotor (zwei Sterne)               |      |
| Leopard      | 1927    | 14-Zylinder-Sternmotor (zwei Sterne)               |      |
| Lynx         | 1920    | 7-Zylinder-Sternmotor                              |      |
| Mongoose     | 1926    | 5-Zylinder-Sternmotor                              |      |
| Ounce        | 1920    | 2-Zylinder-Boxermotor                              |      |
| Panther      | 1929    | 14-Zylinder-Sternmotor (2 Sterne)                  |      |
| Serval       | 1928    | 10-Zylinder-Sternmotor (2 Sterne)                  |      |
| Tiger        | 1932    | 14-Zylinder-Sternmotor (2 Sterne)                  |      |
| Double Mamba | 1949    | 2 Mambas mit einem Getriebe verbunden              |      |
| Mamba        | 1946    | Turboprop                                          |      |
| Python       | 1945    | Turboprop                                          |      |
| ASX          | 1943    | Strahltriebwerk                                    |      |
| Sapphire     | 1948    | Strahltriebwerk                                    |      |
| Adder        | 1948    | Strahltriebwerk                                    |      |
| Viper        | 1951    | Strahltriebwerk                                    |      |
| Snarler      |         | Raketenmotor                                       |      |
| Stentor      |         | Raketenmotor                                       |      |

### Dieselmotoren
1946 stellte Armstrong Siddeley seine ersten Dieselmotoren her. Es waren Mittelschnellläufer für den Einsatz in der Industrie und Landwirtschaft. Anfangs gab es einen Einzylindermotor, der 5 bhp (3,7 kW) bei 900/min. abgab, sowie eine Zweizylinderversion. Jeder Zylinder dieses Motors hatte einen Hubraum von 988 cm³. Leistung und Drehzahl der Motoren wurden mit der Zeit erhöht. Ende 1954 leistete der Einzylindermotor schon 11 bhp (8,2 kW) bei 1800/min. und der Zweizylinder 22 bhp (16,4 kW) bei der gleichen Drehzahl. 1955 wurde die Modellpalette durch Einführung eines Dreizylindermotors mit 33 bhp (24,6 kW) erweitert.
Diese Motoren entstanden in der Armstrong-Siddeley-Fabrik in der Walnut Street in Leicester, bis diese Fabrik im August 1957 geschlossen wurde. Die Fertigung wurde in der Fabrik der Armstrong Siddeley (Brockworth) Ltd in Gloucestershire und ab 1958 in der Fabrik der Petters Ltd in Staines-upon-Thames fortgeführt. Die bei Petters gebauten Motoren wurden AS1, AS2 und AS3 benannt, um sie von den anderen Produkten der Firma zu unterscheiden. Die Fertigung endete endgültig 1962, als Petters eine neue Reihe schnelllaufender, luftgekühlter Dieselmotoren einführte.
Im April 1958 erwarb die Firma eine Lizenz zum Bau von schnelllaufenden Dieselmotoren der Maybach-MD-Reihe. Einige Hundert davon wurden bei der Bristol Siddeley Engines Ltd gebaut, nachdem diese Firma 1959 die Aktivitäten von Armstrong Siddeley übernommen hatte.

### Militärfahrzeuge
Bei Armstrong-Siddeley wurden in geringem Umfang Militärfahrzeuge entwickelt und gebaut. Bekannt sind Panzerwagen der Baureihen  Armstrong Siddeley B10E1 und B10E2, welche mit 6x6-Antrieb ausgestattet wurden. Basierend auf der Technik des Pavesi P4 wurden einige Prototypen von Artillerieschleppern mit den Antriebsformeln 4x4 und 8x8 gefertigt.